# Kono Sekai wa Fukanzen Sugiru
Kono Sekai wa Fukanzen Sugiru (この世界は不完全すぎる?), también conocida como Quality Assurance in Another World en inglés, es una serie de manga japonesa escrita e ilustrada por Masamichi Sato. La serie comenzó a serializarse en el sitio web Comic Days de Kōdansha en mayo de 2020. A partir de abril de 2023, los capítulos individuales de la serie se recopilaron en nueve volúmenes. Una adaptación de la serie de televisión de anime de 100studio y Studio Palette se estrenó en julio a septiembre de 2024.

## Sinopsis
La isla Clayborne, un paisaje fragmentado en cinco naciones pequeñas y conflictivas, está perpetuamente marcado por el conflicto. En medio de este entorno turbulento se encuentra el Reino de Bayle, el más pequeño y tranquilo de estas naciones. En las afueras de Bayle, en un modesto pueblo, reside una joven llamada Nikola. Su vida, caracterizada por la sencillez de las tareas diarias, da un giro dramático cuando se encuentra con un dragón gigante mientras recoge leña. Mientras la aldea se prepara para un ataque, interviene un hombre misterioso llamado Haga, identificándose como miembro del "Buscador del Rey", un enigmático equipo de investigación.
Nikola, que durante mucho tiempo ha encontrado consuelo en el ritmo tranquilo de su existencia pacífica, de repente se siente presa de un deseo de aventura. Impulsada por la presencia de Haga y el atractivo de lo desconocido, decide aventurarse más allá de los confines familiares de su aldea. Así comienza la búsqueda de Nikola para descubrir las verdades más profundas de su mundo, embarcándose en un viaje que promete transformar su comprensión de la realidad que se encuentra más allá de su vida protegida.

## Personajes
Haga (ハガ?)
 Seiyū: Kaito Ishikawa, Carlo Vázquez (español latino)
Nikola (ニコラ Nikora?)
 Seiyū: Hinaki Yano, Susana Moreno (español latino)
Amano (アマノ?)
 Seiyū: Reiji Kawashima, Diego Becerril (español latino)
Akira (アキラ?)
 Seiyū: Rie Takahashi, Alicia Vélez (español latino)
Jin (ジン?)
 Seiyū: Daisuke Ono
Sakai (サカイ?)
 Seiyū: Kishō Taniyama, Daniel Lacy (español latino)
Suzuki (スズキ?)
 Seiyū: Nobuhiko Okamoto, Luis Navarro (español latino)
Namiko (ナミコ?)
 Seiyū: Natsumi Murakami, Jeannie Hernández (español latino)
Kuro-chan (クロちゃん?)
 Seiyū: Kentarō Kumagai, Hiram Cárdenas (español latino)
Presidente (社長?)
 Seiyū: Kentarō Itō, David Allende (español latino)
Sumida (スミダ?)
 Seiyū: Kenichirou Matsuda, Dan Osorio (español latino)
Kana (カナ?)
 Seiyū: Chiemi Tanaka, Angélica Villa (español latino)

## Contenido de la obra

### Manga
El manga fue escrita e ilustrada por Masamichi Sato, la serie comenzó a serializarse en el sitio web de manga Comic Days de Kodansha el 30 de mayo de 2020. A partir de abril de 2023, los capítulos individuales de la serie se recopilaron en nueve volúmenes tankōbon.
En mayo de 2021, Kodansha USA anunció que obtuvo la licencia de la serie para su publicación digital en inglés. En julio de 2022, durante su panel en Anime Expo, Kodansha USA anunció el lanzamiento impreso de la serie.
| Volúmenes de mangas publicadas | Volúmenes de mangas publicadas | Volúmenes de mangas publicadas |
| Número                         | Fecha de lanzamiento           | ISBN                           |
| ------------------------------ | ------------------------------ | ------------------------------ |
| 1                              | 9 de octubre de 2020           | ISBN 978-4-06-520873-1         |
| 2                              | 8 de enero de 2021             | ISBN 978-4-06-521992-8         |
| 3                              | 8 de abril de 2021             | ISBN 978-4-06-523041-1         |
| 4                              | 8 de julio de 2021             | ISBN 978-4-06-523956-8         |
| 5                              | 10 de noviembre de 2021        | ISBN 978-4-06-526012-8         |
| 6                              | 9 de marzo de 2022             | ISBN 978-4-06-527333-3         |
| 7                              | 29 de agosto de 2022           | ISBN 978-4-06-528311-0         |
| 8                              | 28 de octubre de 2022          | ISBN 978-4-06-529377-5         |
| 9                              | 12 de abril de 2023            | ISBN 978-4-06-530845-5         |

### Anime
El 24 de marzo de 2023 se anunció una adaptación de serie de televisión de anime. La serie está producida por 100studio y Studio Palette y dirigida por Kei Umabiki, con composición de Shogo Yasukawa, diseños de personajes de Shigeo Akahori y música compuesta por Yuta Kasai, Seima Iwahashi y Daisuke Horikawa de Elements Garden. La serie se planeaba estrenarse en abril de 2024, pero luego se retrasó hasta julio de 2024. Se estrenó en julio de 2024, en el bloque de programación Animeism de MBS, TBS y BS-TBS. El tema de apertura es "No Complete", interpretado por Liyuu, mientras que el tema de cierre es "Loop", interpretado por Nacherry (una unidad de voz compuesta por Chiemi Tanaka y Natsumi Murakami). Crunchyroll obtuvo la licencia de la serie fuera de Asia.
El 18 de junio de 2024, Crunchyroll anunció que la serie había recibido un doblaje en español latino, la cual se estrenó el 5 de julio.